# Eleutherobia variabile
Eleutherobia variabile är en korallart som först beskrevs av Thomson 1921.  Eleutherobia variabile ingår i släktet Eleutherobia och familjen läderkoraller. Inga underarter finns listade i Catalogue of Life.